# Johann Koell
Johann Koell (1500 körül – Tallinn, 1540. május 16.) észt református lelkész, az első fennmaradt észt nyelvű nyomtatott szöveg szerzője.

## Élete
Neve Koel, Kol, Koll és Kohl alakban is ismert. 1525-ben a tallinni Szent Olaf-templom „nem német” (azaz észt) gyülekezetének prédikátora volt. 1527 és 1531 közt segédlelkész, 1532-től a tallinni Szentlélek-templom lelkésze volt. 1535-ben elkészítette a katekizmus észt fordítását, ezt Hanns Lufft publikálta Wittenbergben. Koell és Simon Wanradt észt és alnémet nyelven kiadott munkája az észt nyelv első fennmaradt nyomtatott emléke. A kötet feltehetőleg 120 oldalból állt, s 1500 példányban jelent meg. A Kleve-ből származott Wanradt írta meg az alnémet szöveget, illetve ő állította össze a kötetet, Koell az észt rész fordítója volt. A nyomdai költségeket Johann Seelhorst tallinni városi tanácsos vállalta. A munka megjelenése után két évvel a tallinni tanács a terjesztést nyelvi hibákra hivatkozva betiltotta. A nyelvemlék ma Wanradt–Koell-katekizmus néven ismeretes.
A munkából fennmaradt 11 oldalt Hellmuth Weiss balti német történész fedezte fel 1929-ben az Észt Irodalmi Társaság könyvtárában egy régi könyv kötéstáblájában. A töredékek egyike tartalmazta a munka impresszumát is:  Gedrucket tho Wittemberch dorch Hans Lufft / am XXV. tage des Mantes Aust. M. D. XXXV.. A fennmaradt oldalak ma a tallinni városi levéltárában találhatóak. A szöveg különösen az észt nyelv története szempontjából értékes.

## Fordítás
- Ez a szócikk részben vagy egészben  a   Johann Koell című német Wikipédia-szócikk ezen változatának fordításán alapul.  Az eredeti cikk szerkesztőit annak laptörténete sorolja fel. Ez a jelzés csupán a megfogalmazás eredetét és a szerzői jogokat jelzi, nem szolgál a cikkben szereplő információk forrásmegjelöléseként.